# Дионисий I Кюстендилски
Дионисий I Кюстендилски (на гръцки: Αυξέντιος) е гръцки духовник, кюстендилски епископ в края на XVIII век.

## Биография
През юли 1783 година Дионисий е избран и по-късно ръкоположен за щипски и кюстендилски митрополит. През март 1788 година е свален.